# ミスナンバイチバン
ミスナンバイチバン（1959年生まれ）は日本の競走馬、繁殖牝馬。
※本項では1959年産のサラブレッドについて記述する。

## 経歴
1961年から1963年まで競走生活を送り、中央競馬で4勝を挙げたのち繁殖牝馬となり、1984年に引退するまで産駒を出し続けた。出産した14頭の産駒は競走馬としては目立つ成績を挙げなかったものの、カブラヤがカブラヤオーとミスカブラヤを、ネヴァーイチバンがダイタクヘリオスを産むなど牝馬の産駒が繁殖牝馬として優れた実績を残した。子孫にはそのほかにも活躍馬が多数おり、ミスナンバイチバンを起点とするファミリーラインはミスナンバイチバン系と呼ばれる。

## 繁殖成績（産駒一覧）
- 1965年生 - カブラヤ（牝）（父：ダラノーア）中央競馬6勝[2][3]
- 1966年生 - タマノケンラン（牝）（父：エイトラックス）中央競馬1勝[2]
- 1967年生 - シプリイチバン[2]→パワーダルゴ（牡）（父：シプリアニ）5勝
- 1968年生 - ウエストランナー（牝）（父：シャミエ）中央競馬1勝[2]
- 1970年生 - ヒタチダケ（牡）（父：トサミドリ）中央競馬1勝[2]、地方競馬10勝
- 1971年生 - ネヴァーイチバン（牝）（父：ネヴァービート）不出走[3]
- 1972年生 - パールイチバン[2]→ハギヒリュウ（牡）（父：バルダスト）1勝
- 1974年生 - カスミリュウ（牡）（父：ソレイユ）0勝
- 1976年生 - ヒカリダイオー（牡）（父：ウイルデイール）2勝
- 1977年生 - スタイルリバー（牝）（父：ファラモンド）中央競馬0勝[3]
- 1978年生 - ミホバルカン（牡）（父：エルギャロー）中央競馬6勝、地方競馬5勝[3]
- 1981年生 - ミホノアオバ（牝）（父：ミルジョージ）1勝
- 1982年生 - テイオースワロー（牡）（父：スイフトスワロー）1勝
- 1983年生 - コヤノキング（牡）（父：テュデナム）1勝

## ミスナンバイチバンの主要なファミリーライン
※「f」は「filly（牝馬）」の略、「c」は「colt（牡馬）」の略。
ミスナンバイチバン 1959 f
｜カブラヤ 1965 f
｜｜カブラヤヒメ 1971 f
｜｜｜ネイチヤガール 1980 f
｜｜｜｜アクセスイオウ 1989 f
｜｜｜｜｜パッションキャリー 2000 f（ニューイヤーカップ優勝）
｜｜カブラヤオー 1972 c （11勝、東京優駿、皐月賞など重賞5勝）
｜｜マイホース 1975 c（4歳ステークス優勝）
｜｜ミスカブラヤ 1976 f（エリザベス女王杯優勝）
｜ネヴァーイチバン 1971 f
｜｜ダイタクヘリオス 1987 c（10勝、マイルチャンピオンシップ2回など重賞6勝）
｜｜ダイタクイチバン 1990 f
｜｜｜ダイタクプルクラ 1997 f
｜｜｜｜チャンストウライ 2003 c（10勝、佐賀記念など重賞5勝）
｜｜スプリングネヴァー 1992 f
｜｜｜ダイタクリーヴァ 1997 c（7勝、京都金杯2回など重賞4勝）
｜｜｜ダイタクバートラム 1998 c（6勝、阪神大賞典優勝）
｜｜ダイタクカミカゼ 1993 c（9勝、高知県知事賞優勝）
｜スタイルリバー 1977 f
｜｜ダイタクテイオー 1992 c（4勝、毎日杯優勝）
｜ミホノアオバ 1981 f
｜｜ナイスページェント 1986 f
｜｜｜ナイスサンパギタ 1992 f
｜｜｜｜スターチス 2000 f（4勝、北関東クイーンカップ優勝）

## 血統表
| ミスナンバイチバンの血統                 | ミスナンバイチバンの血統      | ミスナンバイチバンの血統 | （血統表の出典）   | （血統表の出典） |
| 父系                                     | フェアウェイ系                | フェアウェイ系           | フェアウェイ系     |                  |
| 父 *ハロウェー Harroway 1940 黒鹿毛      | 父の父Fairway 1925 鹿毛       | Phalaris                 | Polymelus          | Polymelus        |
| 父 *ハロウェー Harroway 1940 黒鹿毛      | 父の父Fairway 1925 鹿毛       | Phalaris                 | Bromus             |                  |
| 父 *ハロウェー Harroway 1940 黒鹿毛      | 父の父Fairway 1925 鹿毛       | Scapa Flow               | Chaucer            | Chaucer          |
| 父 *ハロウェー Harroway 1940 黒鹿毛      | 父の父Fairway 1925 鹿毛       | Scapa Flow               | Anchora            |                  |
| 父 *ハロウェー Harroway 1940 黒鹿毛      | 父の母Rosy Legend 1931 黒鹿毛 | Dark Legend              | Dark Ronald        | Dark Ronald      |
| 父 *ハロウェー Harroway 1940 黒鹿毛      | 父の母Rosy Legend 1931 黒鹿毛 | Dark Legend              | Golden Legend      |                  |
| 父 *ハロウェー Harroway 1940 黒鹿毛      | 父の母Rosy Legend 1931 黒鹿毛 | Rosy Cheeks              | Saint Just         | Saint Just       |
| 父 *ハロウェー Harroway 1940 黒鹿毛      | 父の母Rosy Legend 1931 黒鹿毛 | Rosy Cheeks              | Purity             |                  |
| 母 *スタイルパッチ Style Patch 1950 鹿毛 | 母の父Dogpatch 1939           | Bull Dog                 | Teddy              | Teddy            |
| 母 *スタイルパッチ Style Patch 1950 鹿毛 | 母の父Dogpatch 1939           | Bull Dog                 | Plucky Liege       |                  |
| 母 *スタイルパッチ Style Patch 1950 鹿毛 | 母の父Dogpatch 1939           | Rose Leaves              | Ballot             | Ballot           |
| 母 *スタイルパッチ Style Patch 1950 鹿毛 | 母の父Dogpatch 1939           | Rose Leaves              | Colonial           |                  |
| 母 *スタイルパッチ Style Patch 1950 鹿毛 | 母の母Style Leader 1933 青毛  | Cyclops                  | Heno               | Heno             |
| 母 *スタイルパッチ Style Patch 1950 鹿毛 | 母の母Style Leader 1933 青毛  | Cyclops                  | Daphne             |                  |
| 母 *スタイルパッチ Style Patch 1950 鹿毛 | 母の母Style Leader 1933 青毛  | Minuet                   | Olambala           | Olambala         |
| 母 *スタイルパッチ Style Patch 1950 鹿毛 | 母の母Style Leader 1933 青毛  | Minuet                   | Fantasque F-No.8-g |                  |
| 母系(F-No.)                              | 8号族(FN:8-g)                 | 8号族(FN:8-g)            | 8号族(FN:8-g)      | [ § 2 ]          |
| 5代内の近親交配                          | Ballot 4×5=9.38%              | Ballot 4×5=9.38%         | Ballot 4×5=9.38%   | [ § 3 ]          |
| 出典                                     | 1. 2. 3.                      | 1. 2. 3.                 | 1. 2. 3.           | 1. 2. 3.         |